# لامبیل
لامبیل (به اسپانیایی: Llambillas) یک منطقهٔ مسکونی در اسپانیا است که در ژیرونس واقع شده‌است. لامبیل ۱۴٫۶ کیلومتر مربع مساحت دارد.